# رسانای یونی سریع

یک رسانای پروتون ، مانند، یخ ابریونی ، در یک میدان الکتریکی یکنواخت.

در علم مواد، رساناهای یونی سریع، رساناهای جامد با یون های بسیار متحرک هستند. این مواد در زمینه یون‌های جامد مهم هستند و به عنوان الکترولیت های جامد و رساناهای ابریونی نیز شناخته می شوند. این مواد در باتری ها و سنسورهای مختلف کاربرد دارند. رساناهای یونی سریع عمدتاً در پیل های سوختی اکسید جامد استفاده می شوند. آنها به عنوان الکترولیت های جامد اجازه حرکت یون ها را بدون نیاز به یک مایع یا غشای نرم که الکترودها را جدا می‌کند، می دهند. این پدیده بر جهش یونها از بین یک ساختار کریستالی سخت متکی است.

## سازوکار
رساناهای یونی سریع ذاتاً، حد واسط بین جامدات کریستالی با ساختار منظم و یون های بی حرکت، و الکترولیت های مایع بدون ساختار منظم و یون‌های کاملا متحرک، هستند. الکترولیت‌های جامد در حالت جامد همه ابرخازن‌های، باتری‌ها و پیل‌های سوختی و در انواع مختلف حسگرهای شیمیایی کاربرد دارند.

## طبقه بندی
در الکترولیت های جامد (شیشه یا کریستال)، رسانایی یونی Ω i می تواند هر مقداری داشته باشد، اما باید بسیار بزرگتر از رساناهای الکترونیکی باشد. معمولاً جامداتی که در آنها Ω i در مرتبه 0.0001 تا 0.1 اهم -1 سانتی‌متر -1 (300 K) باشد، رسانای ابریونی نامیده می‌شوند.

### رساناهای پروتونی
رساناهای پروتونی دسته خاصی از الکترولیت های جامد هستند که یون های هیدروژن به عنوان حامل بار عمل می کنند. یک مثال قابل توجه آب ابریونی است.

### رساناهای ابریونی
رساناهای ابریونی که در آن‌ها، Ω i بیشتر از 0.1 اهم -1 سانتی متر -1 (300 K) است و انرژی فعال سازی برای انتقال یون، یعنی E i، کوچک است (حدود 0.1 eV)، رسانای ابریونی پیشرفته نامیده می شوند. مشهورترین نمونه رسانای ابریونی پیشرفته جامد RbAg <sub id="mwMA">4</sub> I <sub id="mwMQ">5</sub> است که در آن Ω i > 0.25 اهم -1 سانتی متر -1 و Ω e ~ 10 - 9 اهم -1 سانتی متر -1 در 300 K.   تحرک یونی هال (رانش) در RbAg 4 I 5 حدود 2 ‎×۱۰−۴  cm 2 / (V•s) در  اتاق است.  نمودار سیستماتیک Ω e – Ω i که انواع مختلف رساناهای یونی حالت جامد را متمایز می کند در شکل آورده شده است.  

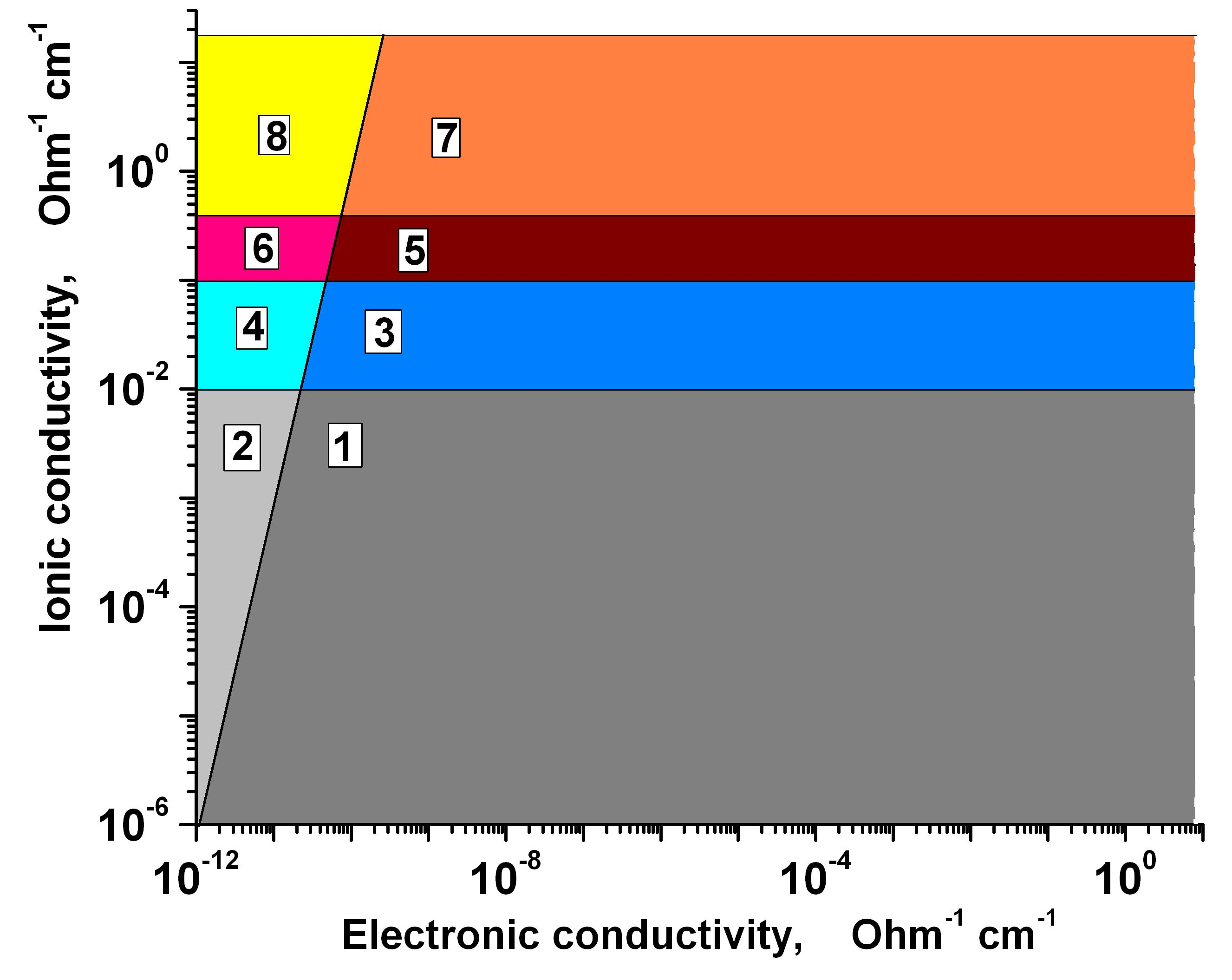
طبقه بندی رساناهای یونی حالت جامد بر اساس نمودار lg (رسانایی الکترونیکی، Ω _{e}) – lg (رسانایی یونی، Ω _{i}). مناطق 2، 4، 6 و 8 الکترولیت های جامد (SE) هستند، موادی با Ω _{i} >> Ω _{e} ; مناطق 1، 3، 5 و 7 رساناهای یونی الکترونی ترکیبی (MIECs) هستند. 3 و 4 رساناهی ابریونی (SIC) هستند، یعنی موادی با Ω _{i} > 0.001 اهم ^{-1} سانتی متر ^{-1}. 5 و 6 رساناهای ابریونی پیشرفته (AdSICs) هستند، که در آن Ω _{i} > ^{10-1} اهم ^{-1} سانتی متر ^{-1} (300 K)، انرژی فعال سازی، E _{i،} حدود 0.1 eV است. 7 و 8 رساناهی ابریونی فرضی با E i ≈ k _{B} T ≈ 0.03 eV (300 K) هستند.

هنوز هیچ مثال واضحی از رساناهای یونی سریع در دسته رساناهای ابریونی پیشرفته فرضی (مناطق 7 و 8 در نمودار طبقه بندی) شرح داده نشده است. با این حال، در ساختار کریستالی چندین رسانای ابریونی، به عنوان مثال در کانی‌های گروه پیرسیت-پلی‌بازیت، قطعات ساختاری بزرگ با انرژی فعال سازی انتقال یونی Ei  < kBT (300 К) در سال 2006 کشف شد. 

## مثال ها

### مواد مبتنی بر زیرکونیا
یک الکترولیت جامد رایج، زیرکونیای تثبیت شده با ایتریا، یا YSZ است. این ماده با آلایش Y2O3 در ZrO2 تهیه می شود. یون‌های اکسیدی معمولاً در جامد Y2O3 و در ZrO2 به آرامی حرکت می‌کنند، اما در YSZ، رسانایی اکسید به‌طور چشمگیری افزایش می‌یابد . این مواد به اکسیژن اجازه حرکت در مواد جامد را می‌دهند که در انواع خاصی از سلول های سوختی استفاده می شود. دی اکسید زیرکونیوم همچنین می تواند با اکسید کلسیم آلاییده شود تا یک رسانای اکسیدی ایجاد کند که در سنسورهای اکسیژن در فرمان‌های خودروها استفاده می شود. با آلایش تنها چند درصد، ثابت نفوذ اکسید حدودا هزار برابر می شود. 
سایر سرامیک های رسانا به عنوان رساناهای یونی عمل می کنند. مانند NASICON، (Na3Zr2Si2PO12 )، که یک رسانای ابریونی سدیم است.

### آلومینا بتا
نمونه دیگری از رسانای سریع یونی محبوب، الکترولیت جامد بتا آلومینا است.  برخلاف فرم‌های معمول آلومینا ، این اصلاح ساختاری لایه‌ای با راه‌های باز دارد که توسط ستون‌هایی از هم جدا شده‌اند. یون های سدیم (Na+) به راحتی از طریق این ماده حرکت می کنند زیرا ساختار اکسیدی یک محیط یونیده شده غیر قابل کاهش را فراهم می کند. این ماده به عنوان رسانای یون سدیم برای باتری سدیم-گوگرد در نظر گرفته می شود.

### رساناهای یونی فلوراید
تری فلوراید لانتانیم (LaF3 ) برای یون های F− رسانا است که در برخی از الکترودهای یون انتخابی استفاده می شود. فلوراید بتا سرب در هنگام گرم شدن، افزایش رسانایی مستمری از خود نشان می دهد. این ویژگی اولین بار توسط مایکل فارادی کشف شد.

### یدیدها
نمونه کتاب درسی از رسانای سریع یونی نقره یدید (AgI) است. با حرارت دادن جامد به 146 درجه سانتی گراد، این ماده چند شکل آلفا را می پذیرد. در این شکل، یون های یدید یک ساختار مکعبی سخت را تشکیل می دهند و مراکز Ag+ مذاب هستند. رسانایی الکتریکی جامد 4000 برابر افزایش می یابد. رفتار مشابهی برای یدید مس (I) (CuI)، یدید نقره روبیدیم (RbAg4I5 )،  و Ag2 HgI4 مشاهده شده است.

### سایر مواد معدنی
- سولفید نقره ، رسانای یون های Ag+ ، در برخی از الکترودهای انتخابی یونی استفاده می شود
- کلرید سرب (II) ، رسانا در دماهای بالاتر
- برخی از سرامیک های پروسکایت - استرانسیم تیتانات ، استرانسیوم استرانات - رسانا برای یون های O2-
- {\displaystyle {\ce {Zr(HPO4)2.{\mathit {n}}H2O}}}</img>- رسانا برای یون های H +
- {\displaystyle {\ce {UO2HPO4.4H2O}}}</img>(هیدروژن اورانیل فسفات تترا هیدرات) - رسانا برای یون های H+
- اکسید سریم (IV) - رسانای یون های O2-

### مواد آلی
- بسیاری از ژل ها مانند پلی آکریل آمیدها ، آگار و غیره رسانای سریع یونی هستند [۱۰] [۱۱]
- نمک حل شده در یک پلیمر - به عنوان مثال پرکلرات لیتیوم در پلی اتیلن اکسید [۱۲]
- پلی الکترولیت ها و آینومرها - به عنوان مثال Nafion ، یک رسانای H<sup id="mwxA">+</sup>

## تاریخ
مورد مهم رسانش یونی سریع، یکی در یک لایه فضایی سطحی از کریستال های یونی است. چنین رسانایی اولین بار توسط کرت لهووک پیش بینی شد.  از آنجایی که لایه بار فضایی دارای ضخامت نانومتری است، اثر مستقیماً با نانو یون ها (nanoionics-I) مرتبط است. اثر Lehovec به عنوان پایه ای برای توسعه نانومواد برای باتری های لیتیومی قابل حمل و سلول های سوختی استفاده می شود.

## همچنین ببینید
- هادی مختلط